# 神戸市立こうべ小学校
神戸市立こうべ小学校（こうべしりつ こうべしょうがっこう）は、兵庫県神戸市中央区中山手通4丁目にある公立小学校。

## 概要・特色
1996年に神戸市立神戸諏訪山小学校と神戸市立北野小学校が合併して発足した。
各国の総領事館や国際企業の支店が立ち並ぶ地域にあることからか、国際交流が盛ん。こうべ小学校が開校した初年度には、クリスマスカードをクリントン米大統領（当時）に送っている。
校庭の真ん中には1本の楠が生えている。

## 沿革

### 統合前
旧神戸市立神戸小学校
- 1884年（明治17年）12月12日 - 北長狭通4丁目に神東小学校・神西小学校・花隈小学校・上田小学校の4校を統合し、開校。[1][2]
- 1990年（平成2年）4月1日 - 神戸市立諏訪山小学校と合併し、神戸市立神戸諏訪山小学校となる。

旧神戸市立北野小学校
- 1908年（明治41年）7月1日 - 北野尋常小学校として開校。
- 1947年（昭和22年）4月1日 - 神戸市立北野小学校に改称。
- 1996年（平成8年）4月1日 - 神戸市立神戸諏訪山小学校と合併し、神戸市立こうべ小学校となる。

### 統合後
- 1996年（平成8年）4月1日 - 開校。

## 校区
| 校区境     | 範囲                           |
| ---------- | ------------------------------ |
| 東の校区境 | 新神戸駅～フラワーロード以西   |
| 西の校区境 | 諏訪山公園～元町商店街以東     |
| 南の校区境 | メリケンパーク・ハーバーランド |
| 北の校区境 | 六甲山地以南                   |

神戸市の都心部にあたり、繁華街・ビジネス街・観光地など多彩な様相を見せる地域。度重なる学校併合により校区は広く、児童の中には40分かけて通学するケースもある。学校は山手に立地する兵庫県庁のさらに山寄りに位置し、標高が高い。
卒業後は神戸市立神戸生田中学校に進学する。
- 神戸市中央区[3]
  - 明石町、伊藤町、江戸町、海岸通1 - 3丁目、海岸通、加納町1 - 6丁目、北長狭通1 - 4丁目・5丁目（8番4～7号を除く）、北野町1 - 4丁目、京町、神戸港地方、栄町通1 - 3丁目、三宮町1 - 3丁目、下山手通1 - 5丁目、新港町、諏訪山町（2番1～25号・3番を除く）、中山手通1 - 5丁目、浪花町、西町、波止場町、播磨町、東町、前町、元町高架通（1番・2番100～183号・3番100～183号）、元町通1 - 3丁目、山本通1 - 4丁目・5丁目（1～3番）

## 周辺
- 兵庫県庁
- 相楽園
  - 船屋形
  - 旧小寺家厩舎
  - 旧ハッサム住宅
- 神港学園神港高等学校
- 諏訪山公園
- 兵庫県歯科衛生士会
- 兵庫歯科学院専門学校
- 神戸市公園緑化協会 花と緑のまち推進センター
- 神戸山手大学
- 神戸山手女子高等学校
- 兵庫県ひょうご女性交流館
- ひょうご共済会館

## 交通アクセス
- 神戸市バス7系統・「諏訪山公園下」から南へ300m。
- 神戸市営地下鉄西神・山手線　県庁前駅から北へ200m。
- JR神戸線・阪神電鉄本線　元町駅から北西へ500m。

## 通学区域が隣接している学校
- 神戸市立義務教育学校港島学園 （海を挟んで隣接。）
- 神戸市立中央小学校
- 神戸市立雲中小学校
- 神戸市立谷上小学校
- 神戸市立神戸祇園小学校
- 神戸市立山の手小学校
- 神戸市立湊小学校 （海を挟んで隣接。）